# Dirk Görlich
Dirk Görlich (* 18. Oktober 1966 in Halle (Saale)) ist ein deutscher Biochemiker und Hochschullehrer.

## Leben
Görlich studierte von 1985 bis 1989 Biochemie an der Martin-Luther-Universität Halle-Wittenberg. Von 1990 bis 1993 war er als Wissenschaftlicher Mitarbeiter im Labor von Tom Rapoport in Berlin beschäftigt und promovierte 1993 an der Humboldt-Universität zu Berlin. Es folgte ein Postdoc-Aufenthalt bis 1995 bei Ronald Laskey in Cambridge. Von 1996 bis 2005 war Görlich Forschungsgruppenleiter an der Ruprecht-Karls-Universität Heidelberg, ab 2001 als Professor für Molekularbiologie. 2005 wurde er Direktor am Max-Planck-Institut für biophysikalische Chemie in Göttingen.

## Wissenschaftliches Werk
Schwerpunkt von Görlichs Forschungen ist die Zelluläre Logistik – Transportprozessen in den Zellen zwischen Zellkern und Zytoplasma. Insbesondere beschäftigt sich die Forschungsgruppe um Dirk Görlich mit der Funktionsweise von  Kernporenkomplexen.

## Auszeichnungen
- 1993 Karl-Lohmann-Preis der Gesellschaft für Biologische Chemie.
- 1994 Falcon-Preis der Deutschen Gesellschaft für Zellbiologie.
- 1997 EMBO Gold Medal und Mitgliedschaft der EMBO.
- 1997 Heinz-Maier-Leibnitz-Preis.
- 2001 Alfried-Krupp-Förderpreis für junge Hochschullehrer.
- 2005 Aufnahme als Mitglied in die Deutsche Akademie der Naturforscher Leopoldina.[3]
- 2018 Tierschutzforschungspreis des Bundesministeriums für Ernährung und Landwirtschaft (gemeinsam mit Tino Pleiner)[4]
- 2022 WLA-Preis in der Kategorie: "Life Science or Medicine"[5][6]
- 2024 Louis-Jeantet-Preis